# Плантация на страсти
„Плантация на страсти“ (на испански: Cañaveral de pasiones) е мексиканска теленовела, режисирана от Клаудио Рейес Рубио, Бенхамин Кан и Анхелика Арагон и продуцирана от Кристиан Бах и Умберто Сурита за Телевиса през 1996 г. Версията, написана от Мария дел Кармен Пеня и Куаутемок Бланко, е базирана на радионовелата Una sombra entre los dos / Al pie del altar, създадена от Каридад Браво Адамс.
В главните роли са Даниела Кастро и Хуан Солер, а в отрицателните – Анхелика Арагон, Асела Робинсън, Роберто Баястерос и Марисол Сантакрус. Специално участие вземат Франсиско Гаторно, Патрисия Навидад, Алма Делфина и Леонардо Даниел.

## Сюжет
Историята се развива в селцето Сан Бенито, близо до град Халапа, в красивите плантации на щата Веракрус. В този район живеят две влиятелни семейства – Монтеро, собствениците на Аурора, една от най-важните мелници за захар в района, и Сантос, собственици на обширни тръстикови полета. В миналото Фаусто Сантос и Амадор Монтеро развалят приятелството си, тъй като се борят за любовта на Маргарита Фаберман, която пристига от Европа с по-малката си сестра Динора. Маргарита избира Фаусто, омъжва се за него и ражда дъщеря им, Хулия. От своя страна, Амадор се жени за Хосефина Росалес, сестра на енорийския свещеник, отец Рефухио. На Амадор и Хосефина им се ражда син, на име Пабло. Въпреки това, Амадор никога не изпитва любов към съпругата си, която е изнудвачка и непоносима жена. Изневерил ѝ е със Сокоро, от която има син. С намесата на Хосефина, Сокорро напуска селото и дава сина си на отец Рефухио. Момчето е наречено Хуан де Диос.
Хулия, Пабло и Хуан де Диос са най-добри приятели, въпреки че Хулия има предпочитания към Пабло, който съперничи на Хуан де Диос за вниманието ѝ. В същото време, Хосефина ревнува съпруга си от Маргарита, тъй като си мисли, че Амадор ѝ изневерява с нея. Но истинската любовница на Амадор е Динора, сестрата на Маргарита. Връзката между двамата стига до там, че планират да избягат от селото. В нощта, в която смятат да избягат, планът им е разкрит от Маргарита. Тя заключва Динора и отива да се срещне с Амадор, за да го убеди да се върне при семейството си. За съжаление, в селото се разразява силна буря. Амадор и Маргарита претърпяват инцидент. Той умира на място, но Маргарита оцелява малко по-дълго, за да каже няколко думи на единствения свидетел на инцидента – Ремедиос, лечителката на селото. Освен Ремедиос, има и други хора, които знаят истината за ситуацията. Това са отец Рефухио, който е обвързан от тайната на изповедта, и Руфино Мендоса, доверен служител на Амадор, глупав и безскрупулен човек, който се възползва от ситуацията, за да изнудва Динора, а също и за да спечели доверието Хосефина.
И Фаусто, и Хосефина вярват, че техните съпрузи са им изневерявали. Тази лъжа е поддържана и от Динора, която се възползва от ситуацията, за да оправдае вината си, опетнявайки паметта на сестра си, а също и за да спечели симпатиите на зет си Фаусто, когото винаги е обичала. Динора успява да убеди Фаусто да се ожени за нея. От друга страна, Хосефина се посвещава на целта си, а именно – да петни паметта на Маргарита и да ненавижда на дъщеря ѝ Хулия, която смята, че същата като майка си. Запозната с любовта между Пабло и Хулия, Хосефина решава да ги раздели, изпращайки Пабло в град Мексико при семейство Елисондо, които са им далечни роднини.
Десет години по-късно, Хулия се е превърнала в красива жена. За съжаление, всички хора говорят лоши работи за нея заради лъжита на Хосефина. Сякаш това не е достатъчно, но също така Хулия получава и презрението на баща си, който вижда в нея образа на Маргарита. Хулия трябва да издържи и омразата на леля си Динора, която е виновна за смъртта на неродения си син от Фаусто. Истината е, че синът на Динора всъщност е бил от Амадор. Единствените близки на Хулия са нейната най-добра приятелка Мирея, внучката на Ремениос, дойката ѝ, Пруденсия, и кръстниците ѝ, дон Самуел Алдапа и съпругата му, Амалия, които гледат на кръщелницата си като на своя дъщеря. Освен тях Хулия има и Хуан де Диос, който я обича. Тя го отхвърля, тъй като гледа на него като на брат, освен това знае за чувствата, които Мирея изпитва към него.
Една нощ, Пабло се връща в Сан Бенито след дългогодишното му отсъствие. Пабло пристига с намерението да съобщи на майка си за бъдещата му сватба с Джина Елисондо. Заради завръщането на родното си място и срещата със старите приятели, Пабло се чувства обвързан със земята си, особено, след като се среща с Хулия, чувствата, които е изпитвал в детството си към нея, се съживяват.
Но любовната история между Хулия и Пабло е изправена пред много препятствия. Първата е омразата между семействата им, а втората – ужасната лъжа от миналото, която двамата ще трябва да разкрият в тази плантация от страсти.

## Актьори
- Даниела Кастро – Хулия Сантос Фаберман
- Хуан Солер – Пабло Монтеро Росалес
- Франсиско Гаторно – Хуан де Диос
- Анхелика Арагон – Хосефина Росалес вдовица де Монтеро
- Асела Робинсън – Динора Фаберман
- [Леонардо Даниел]] – Фаусто Сантос
- Патрисия Навидад – Мирея
- Фернандо Балсарети – Отец Рефухио Росалес
- Алма Делфина – Пруденсия
- Роберто Баястерос – Руфино Мендоса
- Фелисия Меркадо – Маргарита Фаберман
- Сесар Евора – Амадор Монтеро
- Хорхе Русек – Дон Самуел Алдапа
- Мария Еухения Риос – Доня Амалия де Алдапа
- Хосефина Ечанове – Ремедиос
- Норма Ласарено – Илда де Сиснерос
- Марисол Сантакрус – Джина Елисондо
- Елисабет Дупейрон – Сокоро Караско
- Лиза Вилерт – Карлота
- Тони Браво – Рафаел Елисондо
- Хилберто Роман – Д-р Алехандро Сиснерос
- Родриго Абед – Гилермо Елисондо
- Арасели Арамбула – Летисия Сиснерос
- Дасия Аркарас – Росарио
- Ектор Крус Лара – Висенте
- Роберто Микел – Енрике Сиснерос
- Хосефат Луна – Леополдо
- Карлос Наваро – Хилдардо
- Сорайда Гомес – Хулия Сантос Фаберман (дете)
- Себастиан Сурита – Пабло Монтеро Росалес (дете)
- Марисол Сентено – Мирея (дете)
- Раул Кастеянос – Хуан де Диос (дете)
- Раул Руис – Дон Нето
- Леонардо Унда – Дон Чема
- Хосе Луис Авенданьо – Дон Бенигно
- Ригоберто Кармона – Салвадор
- Аурелио Тевес – Матео
- Лоренсо де Родас – Епископ

## Премиера
Премиерата на Плантация на страсти е на 22 април 1996 г. по Canal de las Estrellas. Последният 92. епизод е излъчен на 6 септември 1996 г.

## Награди и номинации
Награди TVyNovelas (1997)
| Категория                            | Номинация                              | Резултат   |
| ------------------------------------ | -------------------------------------- | ---------- |
| Най-добра теленовела                 | Кристиан Бах Умберто Сурита            | Печелят    |
| Най-добра актриса в главна роля      | Даниела Кастро                         | Печели     |
| Най-добър актьор в главна роля       | Хуан Солер                             | Печели     |
| Най-добра актриса в отрицателна роля | Асела Робинсън                         | Номинирана |
| Най-добър актьор в отрицателна роля  | Роберто Баястерос                      | Печели     |
| Най-добра първа актриса              | Анхелика Арагон                        | Номинирана |
| Най-добър пръв актьор                | Хорхе Русек                            | Печели     |
| Най-добра актриса в поддържаща роля  | Алма Делфина                           | Печели     |
| Най-добър актьор в поддържаща роля   | Леонардо Даниел                        | Печели     |
| Най-добро женско откритие            | Патрисия Навидад                       | Печели     |
| Най-добра история или адаптация      | Мария дел Кармен Пеня Куаутемок Бланко | Печелят    |
| Най-добър режисьор                   | Бенхамин Кан Клаудио Рейес Рубио       | Печелят    |

Награди ACE (Аржентина)
| Година | Категория        | Номиниран         | Резултат |
| ------ | ---------------- | ----------------- | -------- |
| 1997   | Най-добър актьор | Франсиско Гаторно | Печели   |

## Версии
- Canavial de Paixões, бразилска теленовела от 2003 г., продуцирана от Давид Гримберг за SBT, с участието на Бианка Кастаньо, Густаво Хадад, Ана Сесилия и Тиери Фигейра.
- Бездната на страстта, мексиканска теленовела от 2012 г., режисирана от Серхио Катаньо и Клаудио Рейес Рубио, и продуцирана от Анджели Несма Медина за Телевиса, с участието на Анжелик Бойер, Давид Сепеда и Марк Тачер.